# それでも来た道
「それでも来た道」（それでもきたみち）は、柴田淳の2枚目のシングル。

## 解説
2002年2月20日発売。
本曲は、アルバム『オールトの雲』の先行シングルである。

## 収録曲
1. それでも来た道
2. 変身
3. 夜の海に立ち…～弾き語りバージョン～

## タイアップ
- サンテレビ「Music B.B.」エンディングテーマ[3]